# Джон из Окснеда

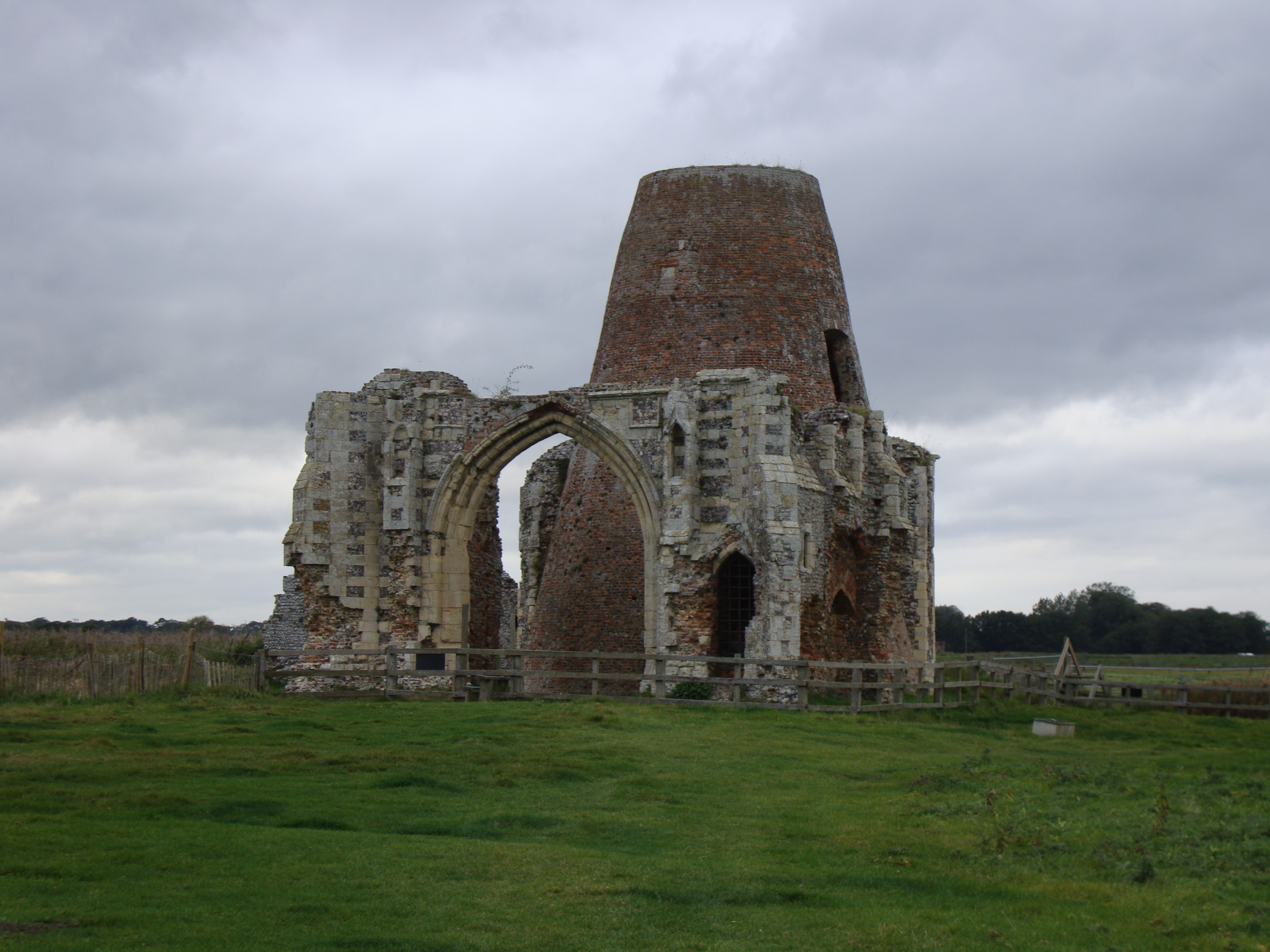
Руины аббатства Святого Беннета на Островке в Норфолке

Джон из Окснеда, или Окснида, также Иоанн де Окснедес (англ. John of Oxnead, лат. Johannis de Oxenedes, ум. после 1293) — английский хронист, монах-бенедиктинец из аббатства аббатства Святого Беннета в Хорнинге (Норфолк), автор «Хроники Джона из Окснеда» (лат. Chronica Johannis de Oxenedes).

## Биография
Год рождения неизвестен, возможно, был выходцем из деревни Окснед на реке Буре в графстве Норфолк, находившейся примерно в трёх милях к юго-востоку от Айлшема и в 10 милях от бенедиктинского аббатства Святого Беннета на Островке, где он в молодости принял постриг. 
Это предположение подтверждается тем фактом, что несколько монахов из той же обители также прозваны были по названиям их родных деревень. При этом известно, что сам Окснед монастырю Св. Беннета, располагавшемуся на той же реке Буре, никогда не принадлежал и даже не упоминается в его документах.
Авторство Джона из Окснеда установлено было лишь в конце XVI века известным антикварием и библиофилом Робертом Коттоном, обнаружившим первую известную рукопись его труда, и в конце следующего столетия подтверждено церковным историком Генри Уортоном, составителем сборника средневековых хроник «Англия священная» (лат. Anglia sacra).
Умер Джон Окснедский, по-видимому, после 1293 года в своей обители, где и был похоронен.

## Сочинения
В 1290-х годах составил в своём аббатстве латинскую хронику, излагающую события английской и мировой истории с сотворения мира до 1293 года.  
Следуя летописной традиции времен Генриха I, первоначально составил реестр важнейших сообщений, извлечённых из хроник своих предшественников, а затем отредактировал его, удалив или прибавив те события, которые посчитал более важными, или о которых знал лично. Лишь упомянув в своей хронике прибытие в Англию Хенгиста и Хорсы (V в. н. э.), связное повествование начинает со времён Альфреда Великого (IX в.), особо отметив события времён Эдгара Миролюбивого (X в.), нормандского завоевания и правления Генриха III (1216—1272). 
Как принято в средневековом летописании, рассказы о событиях, происходивших при жизни автора, более объёмны и детальны. Особый интерес представляют сообщения о пещере Чистилище Святого Патрика в Ирландии, политике норманнских властей в отношении евреев в XI веке, монгольском нашествии на европейские и ближневосточные страны (1236—1242), появлении в Англии первого слона (1255), исторической битве при  Льюисе (1264), завоевании Эдуардом I Уэльса, в частности, разгроме и гибели принца Лливелина ап Грифида и казни Риса ап Маредида (1292), а также о наводнениях в Норфолке в 1282 году. 
Среди названных самим автором и выявленных позже исследователями источников хроники можно назвать сочинения Уильяма Мальмсберийского, Генриха Хантингдонского, Гуго Сен-Викторского, Роджера Вендоверского, Ральфа Коггсхоллского и Матвея Парижского. В сообщениях до 1258 года автор в основном следует за Джоном из Уоллингфорда, а до 1292 года — за Джоном из Такстера и его продолжателями из аббатства Бери-Сент-Эдмундс в Суффолке.
Хроника Джона из Окснеда заканчивается внезапно в середине предложения, рассказывающего об избрании в марте 1293 года  архиепископом Кентерберийским Роберта Уинчелси, и свободная часть листа рукописи осталась пустой. По-видимому, виною этому был не автор, а переписчик, по каким-то причинам не сумевший продолжить свою запись.
Историческое сочинение Джона из Окснеда получило известность не только у английских, но и скандинавских хронистов и анналистов, в частности, авторы исландских анналов XIII—XIV веков заимствовали из него англосаксонские королевские родословные, а также сведения о смерти папы Иоанна XXI в Витербо и мнимой гибели от рук татар мамлюкского султана Бейбарса (1277).
Перу Джона Окснеда принадлежит также краткая история монастыря Св. Беннета в Хорнинге, которая предваряет текст его хроники в одной из её рукописей.

## Рукописи и издания
Хроника известна всего в двух манускриптах, относящихся к XIV веку и хранящихся ныне в Британской библиотеке (Лондон). Одна из них происходит из собрания вышеназванного Роберта Коттона (MS Nero D. 11), другая, принадлежавшая герцогам Ньюкасл, была обнаружена позднее в собрании Кламбер-Хауза.
Хроника Джона из Окснеда опубликована была в 1859 году в Лондоне известным издателем и библиофилом Генри Эллисом по рукописи из собрания Коттона Британской библиотеки в академической серии Rolls Series.

## Публикации
- Chronica Johannis de Oxenedes, ed. by Henry Ellis. — London: Longman, 1859. — xxxviii, 439 p. — (Rerum Britannicarum medii aevi scriptores).
- Chronica Johannes de Oxenedes.  — Cambridge University Press, 2012. — 434 p. — ISBN 978-1139162821. (repr.)